# Soliers
Soliers ist eine französische Gemeinde mit 2190 Einwohnern (Stand 1. Januar 2022) im Département Calvados in der Region Normandie; sie gehört zum Arrondissement Caen und zum Kanton Évrecy.

## Bevölkerungsentwicklung
- 1962: 0471
- 1968: 0541
- 1975: 0695
- 1982: 1053
- 1990: 1625
- 1999: 1733
- 2006: 2102
- 2016: 2087

## Sehenswürdigkeiten
- Kirche Saint-Vigoraus dem 13. Jahrhundert (Monument historique seit 1927)

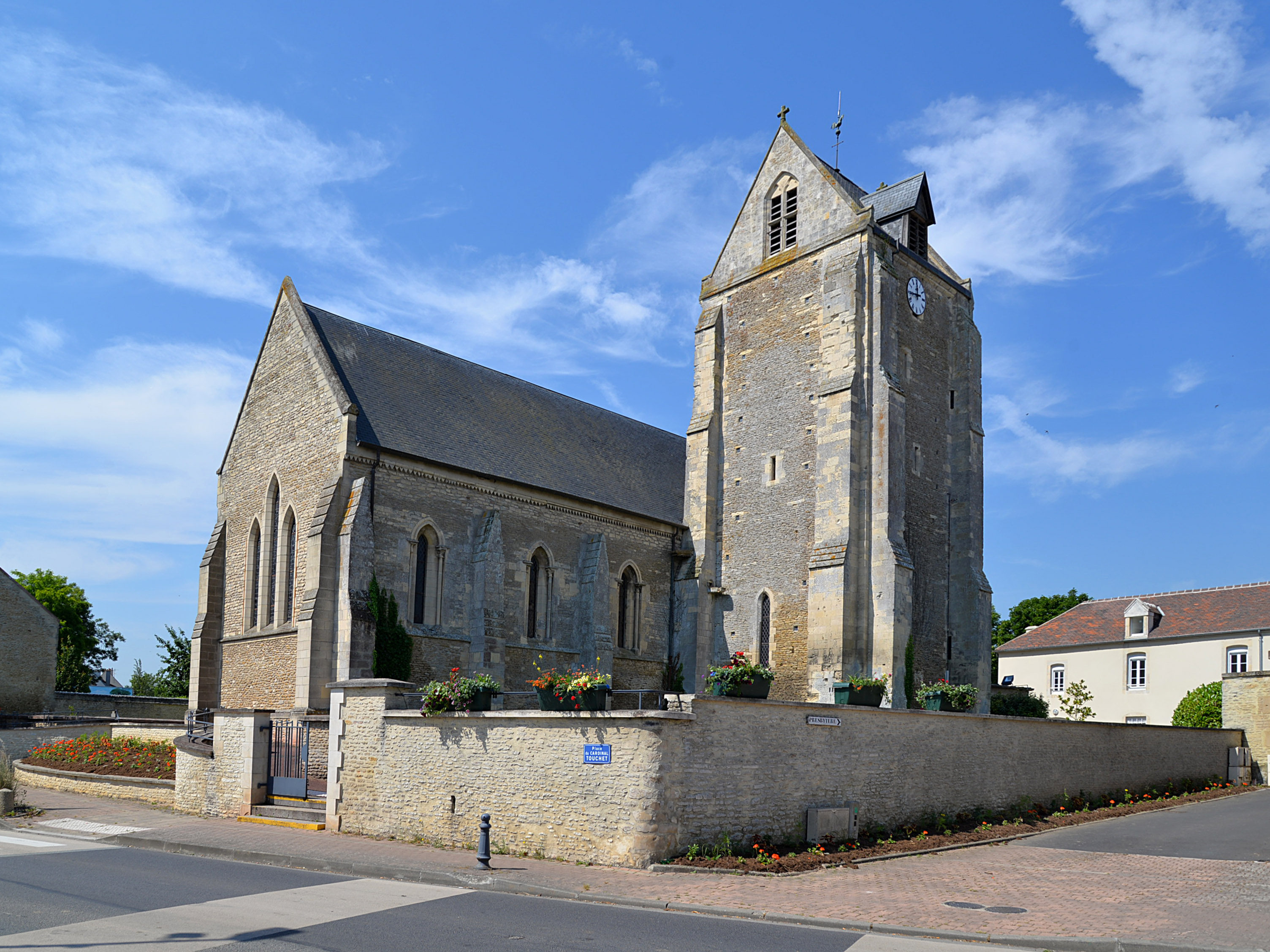
Kirche Saint-Vigor

## Persönlichkeiten
- Arthur-Xavier Ducellier (1832–1893), Bischof von Bayonne und Erzbischof von Besançon
- Stanislas-Arthur-Xavier Touchet (1848–1926), Bischof von Orléans und Kardinal, Neffe des Vorigen